# Naichau Kamo
Singles de Morning Musume
Pepper Keibu
(2008) Shōganai Yume Oibito
(2009)
Naichau Kamo (泣いちゃうかも, « Je pourrais pleurer ») est le 38e single du groupe de J-pop Morning Musume, sorti le 18 février 2009 au Japon sur le label zetima.

## Présentation
Le single est écrit et produit par Tsunku. Il atteint la 3e place du classement Oricon, et reste classé pendant 5 semaines, pour un total de 50 313 exemplaires vendus durant cette période. Il sort également dans deux éditions limitées notées "A" et "B", avec des pochettes différentes, contenant chacune en supplément un DVD différent avec une version alternative du clip vidéo de la chanson. Le single sort aussi au format "single V" (DVD). Une édition spéciale "event V" (DVD) sera vendue lors de représentations du groupe.
La chanson-titre figurera sur le neuvième album du groupe, Platinum 9 Disc de 2009.

## Formation
Membres du groupe créditées sur le single :
- 5e génération : Ai Takahashi, Risa Niigaki
- 6e génération : Eri Kamei, Sayumi Michishige, Reina Tanaka
- 7e génération : Koharu Kusumi
- 8e génération : Aika Mitsui, Jun Jun, Lin Lin

## Titres
Single CD
1. Naichau Kamo (泣いちゃうかも?, "Je pourrais pleurer") – 4:35
2. Yowamushi (弱虫?, "Lâche") – 4:51 (chanté par Risa Niigaki et Sayumi Michishige)
3. Naichau Kamo (Instrumental) (泣いちゃうかも...?) – 4:34

DVD de l'édition limitée "A"
1. Naichau Kamo (Another Ver.) (泣いちゃうかも...?)

DVD de l'édition limitée "B"
1. Naichau Kamo (Close-up Ver.) (泣いちゃうかも...?)

DVD de l'édition limitée "event V"
1. Naichau Kamo (Takahashi Ai Close-up Ver.) (泣いちゃうかも (高橋愛 Close-up Ver.)?)
2. Naichau Kamo (Niigaki Risa Close-up Ver.) (泣いちゃうかも (新垣里沙 Close-up Ver.)?)
3. Naichau Kamo (Kamei Eri Close-up Ver.) (泣いちゃうかも (亀井絵里 Close-up Ver.)?)
4. Naichau Kamo (Michishige Sayumi Close-up Ver.) (泣いちゃうかも (道重さゆみ Close-up Ver.)?)
5. Naichau Kamo (Tanaka Reina Close-up Ver.) (泣いちゃうかも (田中れいな Close-up Ver.)?)
6. Naichau Kamo (Kusumi Koharu Close-up Ver.) (泣いちゃうかも (久住小春 Close-up Ver.)?)
7. Naichau Kamo (Mitsui Aika Close-up Ver.) (泣いちゃうかも (光井愛佳 Close-up Ver.)?)
8. Naichau Kamo (Junjun Close-up Ver.) (泣いちゃうかも (ジュンジュン Close-up Ver.)?)
9. Naichau Kamo (Linlin Close-up Ver.) (泣いちゃうかも (リンリン Close-up Ver.)?)

Single V (DVD)
1. Naichau Kamo (泣いちゃうかも?)
2. Naichau Kamo (Dance Shot Ver.) (泣いちゃうかも?)
3. Making Eizô (メイキング映像?)